# مروشین
مروشین یکی از روستاهای استان آذربایجان شرقی است که در دهستان گرمه جنوبی بخش مرکزی شهرستان میانه واقع شده‌است.